# داني مككولوك
داني مككولوك (بالإنجليزية: Danny McCulloch)‏ هو عازف غيتار بيس بريطاني، ولد في 18 يوليو 1945 في شبردز بوش في المملكة المتحدة، وتوفي في 29 يناير 2015.

## وصلات خارجية
- داني مككولوك على موقع IMDb (الإنجليزية)
- داني مككولوك على موقع ميوزك برينز (الإنجليزية)
- داني مككولوك على موقع ميوزك برينز (الإنجليزية)
- داني مككولوك على موقع ديسكوغز (الإنجليزية)
- داني مككولوك على موقع ديسكوغز (الإنجليزية)
- داني مككولوك على موقع قاعدة بيانات الفيلم (الإنجليزية)